# Moussodougou (departamento)
Moussodougou é um departamento ou comuna da província de Comoé no Burkina Faso. A sua capital é a cidade de Moussodougou.
Em 1 de julho de 2018 tinha uma população estimada em 15699 habitantes.